# NGC 1444
NGC 1444 est un amas ouvert situé dans la constellation de Persée. Il a été découvert par l'astronome germano-britannique William Herschel en 1788.
NGC 1444 est situé approximativement à environ 1 199 pc (∼3 910 al) du système solaire et les dernières estimations donnent un âge de 92 millions d'années. Le diamètre apparent de l'amas est de 4,0 minutes d'arc, ce qui, compte tenu de la distance, donne un diamètre réel d'environ 4,6 années-lumière.
Selon la classification des amas ouverts de Robert Trumpler, cet amas renferme moins de 50 étoiles (lettre p) dont la concentration est faible (IV) et dont les magnitudes se répartissent sur un petit intervalle (le chiffre 1).